# 15212 Yaroslavl'
För andra betydelser, se Jaroslavl (olika betydelser).
15212 Yaroslavl' eller 1979 WY3 är en asteroid i huvudbältet som upptäcktes den 17 november 1979 av den ryska astronomen Ljudmila Tjernych vid Krims astrofysiska observatorium på Krim. Den är uppkallad efter den ryska staden Jaroslavl.
Den tillhör asteroidgruppen Gefion.